# آكلة الأصباغ الترابية
آكلة الأصباغ الترابية (الاسم العلمي: Pigmentiphaga soli) هي نوع من البكتيريا، سلبية الغرام، تتبع جنس الآكلات الأصباغ.